# X De Leeuw
X De Leeuw is een Nederlands televisieprogramma van de VARA dat op de zaterdagavond uitgezonden werd door Nederland 1. De presentatie van het programma was in handen van Paul de Leeuw, die ook de naam van het programma gaf.

## Format
In het programma ontving presentator Paul de Leeuw diverse gasten in het publiek waarvan hij wensen uit liet komen, dit deden ze aan de hand van verschillende rubrieken. Zo was er de rubriek Dat mogen we thuis anders nooit, hiervoor mochten kinderen die zichzelf hadden aangemeld of aangemeld waren door de ouders een wens uitvoeren van iets dat ze thuis niet mochten doen. 
Tevens ontving De Leeuw diverse bekende Nederlanders in zijn programma om te interviewen. Verder kwam acteur Arjan van Bavel geregeld als het typetje Adje van Nispen langs. 

## Achtergrond

### Waardering
Het seizoen ging van start op 6 maart 2010. De eerste aflevering werd bekeken door 1.110.000 kijkers en was daarmee het negende best bekeken programma van die dag. Bij de tweede aflevering, op 13 maart 2010, bleven er nog 908.000 kijkers over. De afleveringen die volgden scoorden tussen de 800.000 en de 1,2 miljoen kijkers. 
Toen het seizoen van Ik hou van Holland bij de concurrent RTL 4 tot zijn einde was gekomen scoorde X De Leeuw aanzienlijk beter, zo werd de aflevering van 8 mei 2010 door 1.561.000 kijkers bekeken en de aflevering van 15 mei 2010 door 1.424.000 kijkers, beide afleveringen sloten daarmee de top 2 af van best bekeken programma's van die avonden.
De laatste aflevering, die uitgezonden werd op 5 juni 2010, was een extra lange uitzending die in plaats van 70 minuten ruim 124 minuten duurde.

### Internationale prijs
De Leeuw maakte van de aflevering die uitgezonden werd op 8 mei 2010 een speciale aflevering, in deze aflevering vervulde hij enkel de wensen van mensen met het syndroom van Down. Deze aflevering kreeg in 2011 internationale erkenning op The New York Festivals World's Best Television & Films competitie, de makers kregen voor de aflevering een certificaat in de categorie Variety toegekend.
12 steden, 13 ongelukken · Alles draait om geld · Bergen Binnen · Büch's Boeken · Buitenhof ** · Bureau Kruislaan · Cabaret & Co · Comedytrain presenteert · Deadline · Dr. Ellen · Ernstige Delicten · Factor Giel · Gebak van Krul · GIEL · Herexamen · Hoe bestaat het · Hof van Joosten · Hollands Hoop · In goed gezelschap · Is dat eigenlijk wel zo? · Jules Unlimited · Kanniewaarzijn · Kassa · Kassa 3 · Kinderen geen bezwaar · Kinderen voor Kinderen · Kopspijkers · Kun je het al zien? · Het Lagerhuis · Langs de Leeuw · Langs Sint en De Leeuw · De leugen regeert · Lieve Paul · Lieve Paul & Sint · MaDiWoDoVrijdagshow · De Mega Mike & Mega Thomas Show · Mooi! Weer De Leeuw · Mooi! Weer de Sint · Nieuwslicht · NOVA * · Oppassen!!! · Overspel · Panache · PAU!L · PAU!L en Sint! · Pauls Kadoshow · Pauls Puber Kookshow · Pauw & Witteman · Per Seconde Wijzer · Sint & De Leeuw · Shouf Shouf! · The Sopranos · Stellenbosch ** · Studio Spaan · Thank God It's Friday · Twee voor twaalf · Unit 13 · De verrukkelijke 85 · Vroege Vogels TV · Vuurzee · Waltz ** · De Wereld Draait Door · De wereld van Boudewijn Büch · Wie steelt mijn show? · X De Leeuw · Zembla

*: In samenwerking met NPS en NOS     **: In samenwerking met AVROTROS en VPRO